# NHK民営化
NHK民営化（エヌエイチケイみんえいか）とは、日本の公共放送「日本放送協会」（NHK）の民営化を目指して活動を行った一連の動向を指す。
なお、世界の一部の国の公共放送の運営方法についても参考として記す。

## NHK民営化に関する国の動き
特殊法人としてのNHKのあり方に注目が集まるようになったきっかけは、主として2001年4月の「聖域なき構造改革」を掲げる小泉内閣の誕生以降になる。
当時の内閣総理大臣であった小泉純一郎は、NHKの独立行政法人化に触れたことがある。ただし、小泉内閣は2001年12月、NHKの組織形態を特殊法人のまま現状維持とする「特殊法人等整理合理化計画」を閣議決定した。
2005年7月、NHKの不祥事の発覚をきっかけとした受信料不払いの急増を受け、内閣府の規制改革・民間開放推進会議の議長兼・オリックス会長宮内義彦は、NHKについて「スクランブル放送化や民営化が望ましい」とする中間報告をまとめた。
同年9月28日、自民党が圧勝した衆議院議員総選挙に伴って開かれた特別国会で、衆議院の代表質問が行われた。当時自民党幹事長の武部勤は「小泉内閣の特殊法人改革はあと3つを残すだけとなった」として、政策金融機関や公営競技と並んでNHKを名指しし、改革の総仕上げに対する小泉の決意を尋ねた。
さらに、同年10月28日には、自民党の衆参両院議員19人が、「NHKの民営化を考える会」を発足させた（会長は愛知和男・元防衛庁長官）。同会では、ホームページで一般視聴者の意見を募り、民営化も含めた放送法の見直しを目指している。
当時総務大臣の竹中平蔵は、同年11月4日の記者会見で、こうした自民党内のNHK民営化を求める動きについて「民主主義社会の議論であり、タブーはない」と理解を示した。また、同年12月6日には、NHKの経営形態や、受信料制度等について議論する有識者懇談会通信・放送の在り方に関する懇談会を、総務相の下に設けることを発表、半年ほどで結論を出すとした。
これと歩調を合わせ、規制改革・民間開放推進会議も同年12月21日、「NHKの受信料制度を廃止し、視聴者の意思に基づく契約関係とすべきである」との答申を小泉に提出した。この答申では「仮に受信料制度を当面維持する場合であっても、受信料収入をもって行う公共放送としてのNHKの事業範囲は、真に必要なものに限定する必要がある」とし、子会社の統廃合や、スクランブル化の早期検討などを求めた。この答申を受けた小泉は、翌日22日の政府・与党懇談会で、NHKについて「民営化しないという閣議決定がある。いろいろな意見があるが、それを踏まえた方がよい」と発言した。この会議後、記者団に対して、「民営化ということではない、他の改革が議論されるのではないか」と述べた。これにより、政府・与党内で急速に高まったNHK民営化論やスクランブル化は、小休止する形となった。
その上、小泉が2006年2月10日の閣僚懇談会等、複数回に渡ってNHKによる海外への情報発信の強化の検討を関係各方面に指示するなど、NHKの機能強化を視野に入れる姿勢を強調している。かねてから「民間に出来ることは民間に」のコンセプトのもと、郵政民営化を代表とする公共セクターの民営化政策を強硬に進めてきた小泉が「NHKについては例外とする」扱いを明確化した。
また、2006年1月26日、自民党の通信・放送産業高度化小委員会と総務部会が合同で、NHKの特殊法人性を維持する前提に立った「放送受信料の支払拒否に対する罰則の導入」を内容とする、放送法改正の検討を始めた。これ以降、民営化・受信料廃止・スクランブル化の実現が困難な状況となった。

## NHK民営化の展望
ここでは、NHK民営化の是非ではなく、NHK民営化の可能性と、民営化に伴う課題について主に詳述する。

### 経営環境
以下は2004年度の情報を基に記す。NHKの経常事業支出約7,457億円は、この時、民放1位となっていたフジテレビの売上高の約1.6倍。ただし、フジテレビのみとの比較では、NHKは全国各地のローカル放送を行い、フジテレビは全国ネットの番組を制作するが関東以外のローカル放送は制作しない上、NHKは2局（総合・教育）を運営している。
語学講座や「きょうの料理」などは、視聴率そのものは低いが、NHK出版によるテキストの出版で収益を上げており、他の番組も含めた各種テキストは、合計で3,830万部を販売している。
NHKの根拠法である放送法によれば、「NHKは公共の福祉のために、営利を目的としない全国放送を行い、「受信設備を設置した者」から徴収される受信料によって運営される。総務省は「公平負担のための受信料体系の現状と課題に関する研究会」という部会を開いている。放送法によれば、テレビを1台でも設置すれば、NHKを全く視聴していない世帯からも受信料支払い義務は発生する。その一方、受信料を1円も払わずとも、NHKを視聴し続けることは技術的には全く不都合は生じない（NHK-BSでは画面の隅に契約および受信料の支払いを要求するメッセージが常時表示される）。
NHK本体は、法人税を免除されていることはもとより、旧日本郵政公社などとは異なり、余った利益を国庫に納める義務もなく、また公認会計士による外部監査が義務付けられていない（株式会社ではないことから会社法が適用されず、また、放送法にも外部監査についての規定がないため）。一方で会計検査院による監査を受け、予算決算は国会の承認を得る必要があることから、事実上、一定の監督下にある。

### NHK民営化の課題
民営化にあたって、NHKが放送している国会中継や学校放送や福祉番組のような、公共性は高いが収益性が低かったり視聴率が獲れない番組の継続が問われる。テレビ朝日やテレビ東京を始め、民放の多くが学校放送を廃止する一方、ニコニコ生放送（ニコニコニュース）やYouTube Live（THE PAGEなど）などライブストリーミング配信で国会中継に参入する民間事業者もいる。
NHKを株式会社化する際、日本国政府がその株式を保有した場合、株主議決権や株主総会を通じで、放送内容に干渉する可能性や、国営放送と化しプロパガンダ（ホワイト・ブラック両方の）に用いられ、情報の信頼性に疑念を抱かせる（大本営発表化する）可能性も出てくる問題がある。ただし現状既に大本営発表であるという批判も多い。
持株会社ではない完全民間企業（会社法上の株式会社）とした場合でも、放送法上では「非一般放送事業者」として、受信料制度を維持することも理論上は可能である。

### NHKの国営化および廃止
国営化によることで、受信料制度を廃止してNHKの放送を無料化し、予算（の大半）を国費によって運営すると、NHKが提供しているサービスを維持するためには受信料収入と同額に近い国庫負担が予想される。また、NHKを廃止、つまり法人として解散することは、既得権益層からの反発が多いことが危惧される上、16,153人（2004年度、子会社など含む）に上る局員の再雇用の問題を発生させることになる。

## 主な国の公共放送
日本以外の公共放送の経営環境をいくつかの事例を挙げる。

### フランス
フランスでは古くから公共放送がCMによる広告収入を得ている。元々、民放テレビ・ラジオ局が存在せず、全局は公共放送を統括するフランス国営放送（RTF、1949年 - 1964年）、フランス公共放送（ORTF、1964年 - 1974年）の傘下であった。しかし、1982年に、当時の大統領フランソワ・ミッテランの下で、公共放送による放送の独占が廃止され、1986年には、時の首相ジャック・シラクの主導によって、公共放送のうち、視聴率の最も高いTF1（Télévision Française 1）が民営化、大手建設会社のブイグの傘下となった。
TF1はその後、新規参入した民放テレビ局であるラ・サンクを競争の末、倒産に追い込んだ。同様にTF1との競争に敗れ、経営難となった公共放送アンテンヌ2（Antenne 2）は、同じ公共放送FR3（France Régions 3）と新たに「フランス・テレビジョン」として統合することとなった。フランス・テレビジョンは、政府が株式の100%を保有する株式会社である。TF1は現在でも、視聴率と広告収入の両方でトップを独走しており、ビデオ配給や映画制作、スポーツ（ユーロスポーツ）・ニュース（LCI）専門放送局の運営などにも進出している。
対して、公共放送フランス・テレビジョンに属するFrance 2は、2004年の平均視聴率で、TF1におよそ1.5倍もの差を付けられ、又、誤報も相次いでいる。F2の財源の約3分の2は、テレビ受信機使用権料（受信料）で賄われている。
他にもフランスには、カナル+（Canal +）というユニークな地上波の有料テレビ局がある。このチャンネルを視聴するには、デコーダーを購入し、カナル+と視聴契約を結ばなければならない。カナル+は、1984年に最初の民放局としてスタートしたが、大株主が政府系企業であったため、政府の間接的な支配を受けていた。後に、政府はこの政府系企業の株式を放出し、カナル+は完全な民間放送となっている。2000年には、ヴィヴェンディ及びシーグラムと合併し、ヴィヴェンディ・ユニバーサルとなった。
カナル+は、収入の20%を映画産業へ投資することを義務付けられている代わりに、最新映画の放送が地上波では唯一認められている。さらに、スポーツの独占放映やポルノ等、公共放送にはない魅力的なコンテンツが視聴できることから、契約者が順調に増加し、現在では、13ヶ国でおよそ1,400万もの加入件数を誇っている。

### イギリス
イギリスでは1985年に、サッチャー政権が公共放送BBC（British Broadcasting Corporation）の民営化を目指し、文化経済学者のアラン・ピーコックを長とする放送調査委員会を設置したことがある（「ピーコック委員会」）。ピーコック委員会は、視聴者主権と市場原理導入を理由に「BBCの財源として、広告収入ではなく、視聴料収入が望ましい」とした。しかし、有料放送はその実現が当面は困難であるため、ピーコック委員会は受信料制度の維持を勧告した。これを受け、サッチャー政権はBBCの民営化を断念した。
政府による世論調査では、「受信料は財源としてベストではない」との結果が示された。文化省は2005年に、次なる特許状の有効期限である2016年までは受信料制度を継続すると発表したが、それ以降の財源については、数年後に議論することとした。
こうした流れの中で、BBCの有料放送化を要求する声も再燃している。BBCの独立諮問委員会は2004年に、5 - 6年以内に受信料制度を改め、視聴者との契約料や広告料、公的基金をBBCの新たな財源とするよう文化省に求めた。野党保守党も、受信料制度の廃止を求めるリポートを提出し、話題を呼んだ。英国では、各種デジタルテレビの世帯普及率は既に約62%（2005年）に達している。BBCは2004年以降、10%以上の人員削減や、商業部門の子会社の売却等、大胆なリストラを進めている。
視聴率の面でBBCの主チャンネルであるBBC Oneは、先進各国では珍しく民間放送のITVの主チャンネルのITV 1に勝っている。

### イタリア
イタリアの公共放送であるイタリア放送協会（RAI）は、受信料と広告料を主な財源としている。イタリアでは、RAIがテレビ・ラジオ放送を独占してきたが、1976年に、民営のローカル局設立を合憲とする憲法裁判所の判決が出てからは、放送への参入が事実上、自由化された。もっとも、RAIの独占は、全国放送では相変わらず認められていたため、1984年には、全国ネットワークを有する民放が一部の地域で突然の放送停止命令を受けた。この事件をきっかけに、1990年に放送法規が整備されることとなる。
だが、民放に対する規制が緩く、ほぼ野放し状態であったことから、メディアセット社のような寡占企業の台頭をも許した。首相のシルヴィオ・ベルルスコーニ率いる同社は、現在では、4つの主要民放テレビ局のうち、3つ（Rete 4、Canale 5、Italia 1）を支配している。ベルルスコーニは、テレビ放送への影響力をさらに強めるため、2003年にテレビ・ラジオ制度再均衡法（提出した通信大臣の名にちなみ「ガスパリ法」）を議会で可決させた。この法律によって、RAIの分割民営化が定められたほか、マスメディアの寡占規制が緩和される事になっていた。時の大統領カルロ・アツェリオ・チャンピがガスパリ法への署名を拒否したため、法案は議会へと再び戻されたが、結局、若干の修正を経て2004年に成立した。
この結果、RAIは、受信料を用いた事業と、広告収入等による事業とに分離され、受信料は公共サービスのみに充てられることとなった。また、政府は2005年以降、RAIの株式を一部放出した。この計画では、1株主の保有できる株式の上限を全体の1%（子会社等を通しても2%）までとしている。

### アメリカ
アメリカの公共放送は、初めから受信料制度自体が存在しない。また、日本のNHKのような一つの組織ではなく、全米に分散する数百のNPOによるテレビ局のネットワークという形をとっている。そのネットワークの統括する組織が公共放送サービス（Public Broadcasting Service、PBS）である（アメリカの民放と同様）。PBSは政府から独立したNPOである。

## その他
2000年12月には、当時テレビ朝日社長の広瀬道貞がNHKの分割民営化に言及している。ただし、民放テレビ・ラジオ局の業界団体である日本民間放送連盟は、NHK民営化には否定的である。